# Anancistrogera brachyptera
Anancistrogera brachyptera is een rechtvleugelig insect uit de familie Gryllacrididae. De wetenschappelijke naam van deze soort is voor het eerst geldig gepubliceerd in 1860 door Gerstaecker.